# Yoshua Bengio
Pour les articles homonymes, voir Bengio.
Yoshua Bengio (né le 5 mars 1964 à Paris en France), est un chercheur québécois d'origine franco-marocaine, spécialiste en intelligence artificielle, et pionnier de l'apprentissage profond. Depuis 1993, il est professeur au département d'informatique et de recherche opérationnelle de l'Université de Montréal.
Il est le fondateur de Mila et en est le directeur scientifique jusqu'en 2025. Il est récipiendaire du prix Turing 2018, de la médaille d'or Herzberg du Canada, du prix Killam, du prix Acfas Urgel-Archambault et est membre de l'Ordre du Canada et de la Royal Society (depuis 2020).

## Biographie
Yoshua Bengio est né en France dans une famille juive émigrée du Maroc en France. La famille part ensuite au Québec.
Son père, Carlo Bengio, est pharmacien et dramaturge ; il dirige une compagnie de théâtre sépharade à Montréal qui joue des pièces en judéo-arabe,.
Sa mère, Célia Moreno, est actrice dans les années 1970 sur la scène théâtrale marocaine dirigée par Tayeb Seddiki. Elle étudie l'économie à Paris, puis à Montréal en 1980 elle cofonde, avec l'artiste Paul St-Jean, l'Écran humain, une troupe de théâtre multimédia.
Yoshua Bengio obtient son baccalauréat ès sciences (génie électrique), sa maîtrise (informatique) et son doctorat (informatique) de l'Université McGill en 1991 et poursuit des études postdoctorales au MIT.
Au début des années 1990, ses collègues et lui développent une méthode qui permet de reconnaître en partie l'écriture manuscrite. Ces recherches mènent à un logiciel qui traite « 10 % de tous les chèques transigés dans les banques d'Amérique du Nord ».
Depuis 1993, il est professeur au département d'informatique et de recherche opérationnelle de l'Université de Montréal. Il est le fondateur et directeur scientifique de Mila - Institut québécois d'intelligence artificielle et titulaire de deux chaires de recherche dont la Chaire de recherche du Canada en algorithmes d'apprentissage statistique de l'Université de Montréal dont il est le directeur depuis 2005. Il est directeur scientifique de l’Institut de valorisation des données (IVADO).
Yoshua Bengio est le rédacteur en chef du Journal of Machine Learning Research et de Foundations and Trends in Machine Learning de même qu'éditeur associé de Neural Computation. Il a également été éditeur associé des revues The Machine Learning Journal et de IEEE Transactions on Neural Networks and Learning Systems. Il est également l’organisateur ou le coorganisateur de plusieurs événements notamment, avec Yann LeCun du Learning Workshop, une série d'ateliers portant sur l’apprentissage profond. Il a été responsable et directeur de la programmation des conférences NIPS 2008 et NIPS 2009 dans le domaine des algorithmes d’apprentissage et des réseaux neuronaux.
En 2016, Yoshua Bengio cofonde avec Jean-Sébastien Cournoyer, Jean-François Gagné, Nicolas Chapados, Anne Martel et Philippe Beaudoin, Element AI, une sorte de plaque tournante créée pour faire le pont entre les entrepreneurs, les grandes entreprises et les chercheurs du domaine de l'intelligence artificielle,. Par cette initiative, Montréal cherche à devenir un pôle d'attraction dans ce domaine :

« L'ambition d'Element AI s'aligne précisément sur le désir de garder et même de rapatrier le talent chez nous, et évidemment de bâtir de grandes entreprises ici. »

— Yoshua Bengio
En 2020, il est professeur au département d'informatique et de recherche opérationnelle de l'Université de Montréal,. Il est aussi conseiller scientifique à Valence Discovery.
Comme le canadien Geoffrey Hinton, et d'autres experts du domaine, il se positionne comme lanceur d'alerte face aux « menaces de dépossession et de domination » présentées par l'intelligence artificielle si elle n'est pas dotée d'un cadre de déploiement dans la sphère publique. Selon lui, il y a un « impératif moral à agir », comparant cette position à la lutte contre le dérèglement climatique,.
Il détient l'indice h le plus élevé de tous les chercheurs en informatique et est le scientifique vivant le plus cité au monde, toutes disciplines confondues.

## Publications
- Ian Goodfellow, Yoshua Bengio and Aaron Courville: Deep Learning (Adaptive Computation and Machine Learning), MIT Press, Cambridge (USA), 2016.  (ISBN 978-0262035613).
- (en) Dzmitry Bahdanau, Kyunghyun Cho et Yoshua Bengio, « Neural Machine Translation by Jointly Learning to Align and Translate », 2014.
- Léon Bottou, Patrick Haffner, Paul G. Howard, Patrice Simard, Yoshua Bengio, Yann Le Cun: High Quality Document Image Compression with DjVu, In: Journal of Electronic Imaging, Band 7, 1998, S. 410–425 DOI 10.1117/1.482609
- Bengio, Yoshua; Schuurmans, Dale; Lafferty, John; Williams, Chris K. I. and Culotta, Aron (eds.), Advances in Neural Information Processing Systems 22 (NIPS'22), December 7th–10th, 2009, Vancouver, BC, Neural Information Processing Systems (NIPS) Foundation, 2009
- Y. Bengio, Dong-Hyun Lee, Jorg Bornschein, Thomas Mesnard, Zhouhan Lin: Towards Biologically Plausible Deep Learning, arXiv.org, 2016
- Bengio contributed one chapter to Architects of Intelligence: The Truth About AI from the People Building it, Packt Publishing, 2018,  (ISBN 978-1-78-913151-2), by the American futurist Martin Ford[18].

## Distinctions
En octobre 2009, il reçoit le prix Acfas Urgel-Archambault pour ses recherches en intelligence artificielle. En 2017, il est nommé Officier de l'Ordre du Canada et récipiendaire du prix Marie-Victorin, un des prix du Québec décernés à des scientifiques. La même année, il est nommé Scientifique de l'année par Radio-Canada. Il est récipiendaire du prix Turing 2018. Il est élu membre de la Royal Society en 2020. En octobre 2022, il reçoit le prix Princesse des Asturies de la recherche scientifique et technique.
Il est membre du Conseil scientifique consultatif pour les percées de la science et de la technologie de l'Organisation des Nations unies,.
- Chevalier de la Légion d'honneur (2022)[25].
- Officier de l'Ordre du Canada (2018)

## Vie personnelle
Il est le frère de Samy Bengio, un scientifique et spécialiste de l'intelligence artificielle et de l'apprentissage machine. Son père, Carlo Bengio, pharmacien, puis metteur en scène et créateur de performances théâtrales multimédias, est décédé en 2019. Sa mère, Célia Moreno, est gestionnaire d'artistes.